# ابوتن (تمروت)
ابوتن هي إحدى مشيخات المملكة المغربية، تتبع جغرافيا لإقليم شفشاون وإداريًا لتمروت. يقدر عدد سكانها بـ 3255 نسمة حسب الإحصاء الرسمي للسكان والسكنى لسنة 2004.